# هي لي
هي لي (بالصينية: 何鲤) هو محامي صيني، ولد في 15 أكتوبر 1970 في بكين في الصين.